# Campeonato Panamericano de Balonmano Playa
El Campeonato Panamericano de Balonmano Playa es el torneo de selecciones de Balonmano playa más importante de América. Su primera edición fue en 2004. Tras la división en dos de la Federación Panamericana de Balonmano, el torneo fue dividido en dos también, quedando un campeonato para Norteamérica y el Caribe, y otro para Sudamérica y Centroamérica.

## Palmarés

### Competición masculina
| 2004 | Montevideo    | Brasil         | 2 – 0 | Uruguay   | Argentina      | 2 – 0       | Paraguay  |
| 2008 | Montevideo    | Brasil         | 2 – 1 | Uruguay   | Argentina      | 2 – 0       | Chile     |
| 2012 | Montevideo    | Brasil         | 2 – 0 | Uruguay   | Venezuela      | No playoffs | Argentina |
| 2013 | Mar del Plata | Brasil         | 2 – 0 | Venezuela | Uruguay        | 2 – 0       | Paraguay  |
| 2016 | Vargas        | Estados Unidos | 2 – 1 | Uruguay   | Venezuela      | 2 – 0       | Argentina |
| 2018 | Oceanside     | Brasil         | 2 – 1 | Uruguay   | Estados Unidos | 2 – 0       | Argentina |

### Competición femenina
| 2004 | Montevideo | Uruguay | 2 – 0       | Brasil    | Argentina            | 2 – 0       | Paraguay  |
| 2008 | Montevideo | Brasil  | No playoffs | Uruguay   | República Dominicana | No playoffs | Argentina |
| 2012 | Montevideo | Brasil  | 2 – 0       | Uruguay   | Argentina            | No playoffs | Paraguay  |
| 2014 | Asunción   | Brasil  | 2 – 0       | Uruguay   | Argentina            | 2 – 0       | Paraguay  |
| 2016 | Vargas     | Uruguay | 2 – 0       | Argentina | Paraguay             | 2 – 1       | Venezuela |
| 2018 | Oceanside  | Brasil  | 2 – 0       | Uruguay   | Paraguay             | 2 – 1       | México    |